# Vagina dentata

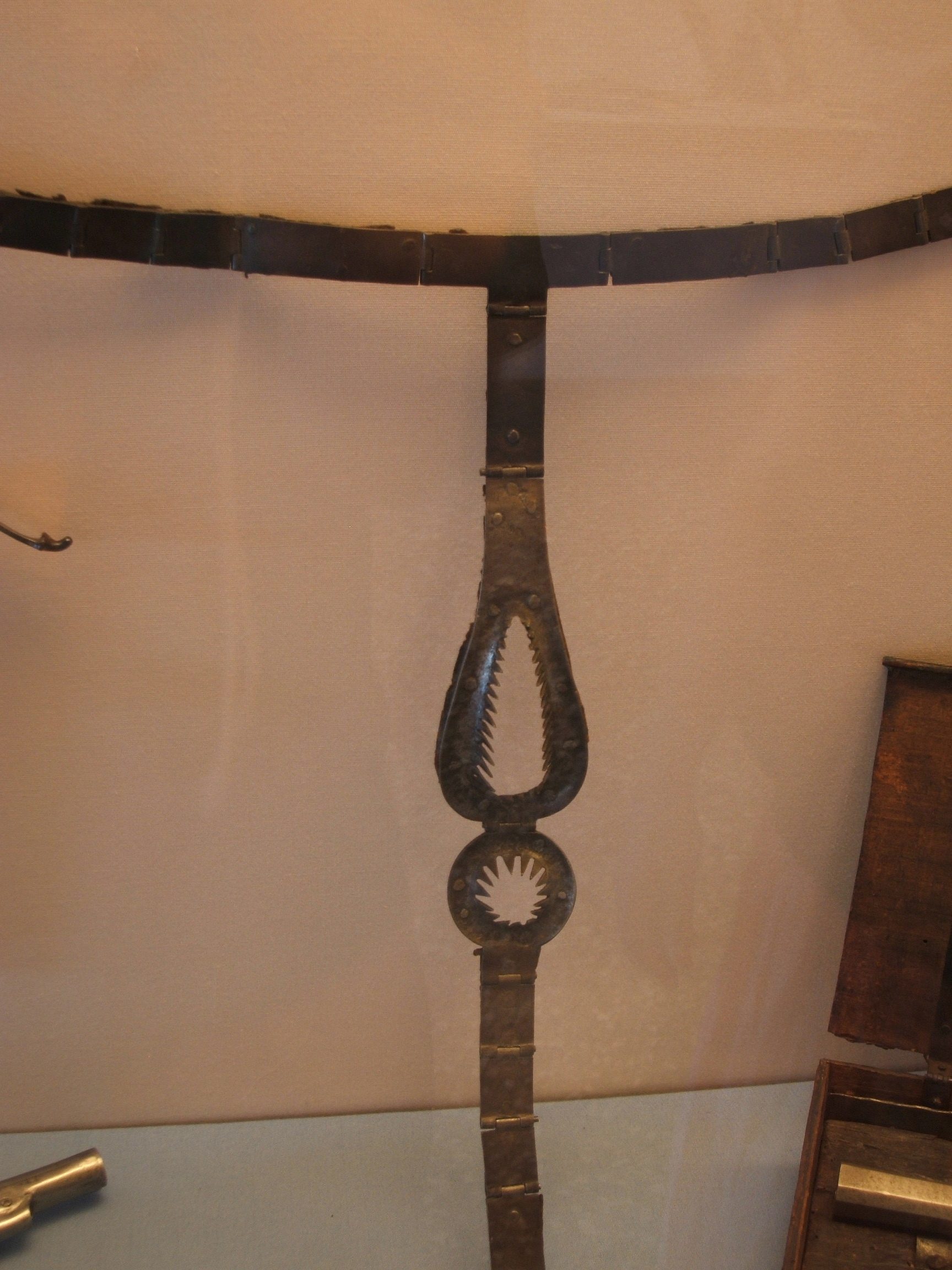
Венецианский женский пояс верности с шипами

Vagina dentata (с лат. — «зубастая вагина») — мифологическая часть женского тела, влагалище с зубами, способное кастрировать мужчину во время полового акта. Встречается в мифологии и фольклоре разных народов мира, в особенности в Индии, у индейцев и на островах Тихоокеанского региона. Также упоминается в мировой художественной литературе. В некоторых историях о Vagina dentata в вагине обитают хищные рыбы, зубастые змеи или крабы с острыми клешнями; в других вариациях внимание фокусируется на клиторе, который предстаёт зубом, колючкой или пилой. В аналитическом каталоге Ю. Е. Берёзкина и Е. Н. Дувакина о распределении фольклорно-мифологических мотивов по ареалам зубастое лоно и его вариации с пираньями, щуками, змеями, скорпионами и мышами имеют номера с F9A по F9E.
Понятие Vagina dentata популяризовал Зигмунд Фрейд в своей книге «Толкование сновидений» 1900 года.

## В мифах и фольклоре разных народов мира

### Северная Америка
Согласно мифу индейцев вай-вай, прародители-близнецы Ваши и Мавари (у которых были огромные пенисы) поймали в воде женщин, имевших влагалища с зубами. Нетерпеливый Ваши, пытаясь овладеть женщиной, чуть не погиб, но лишился части пениса. Мавари же добыл волшебное наркотическое средство, усыпил свою жену и удалил из влагалища зубы пираньи. В мифах индейцев кроу и манданов выступают три сестры-оленихи с зубастыми влагалищами, которых встречает герой, а женится он на четвёртой. В группе мифов салишей демиург Луна побеждает соблазнительницу с зубастым влагалищем и постановляет, что женщины более не будут опасны.

### Южная Америка

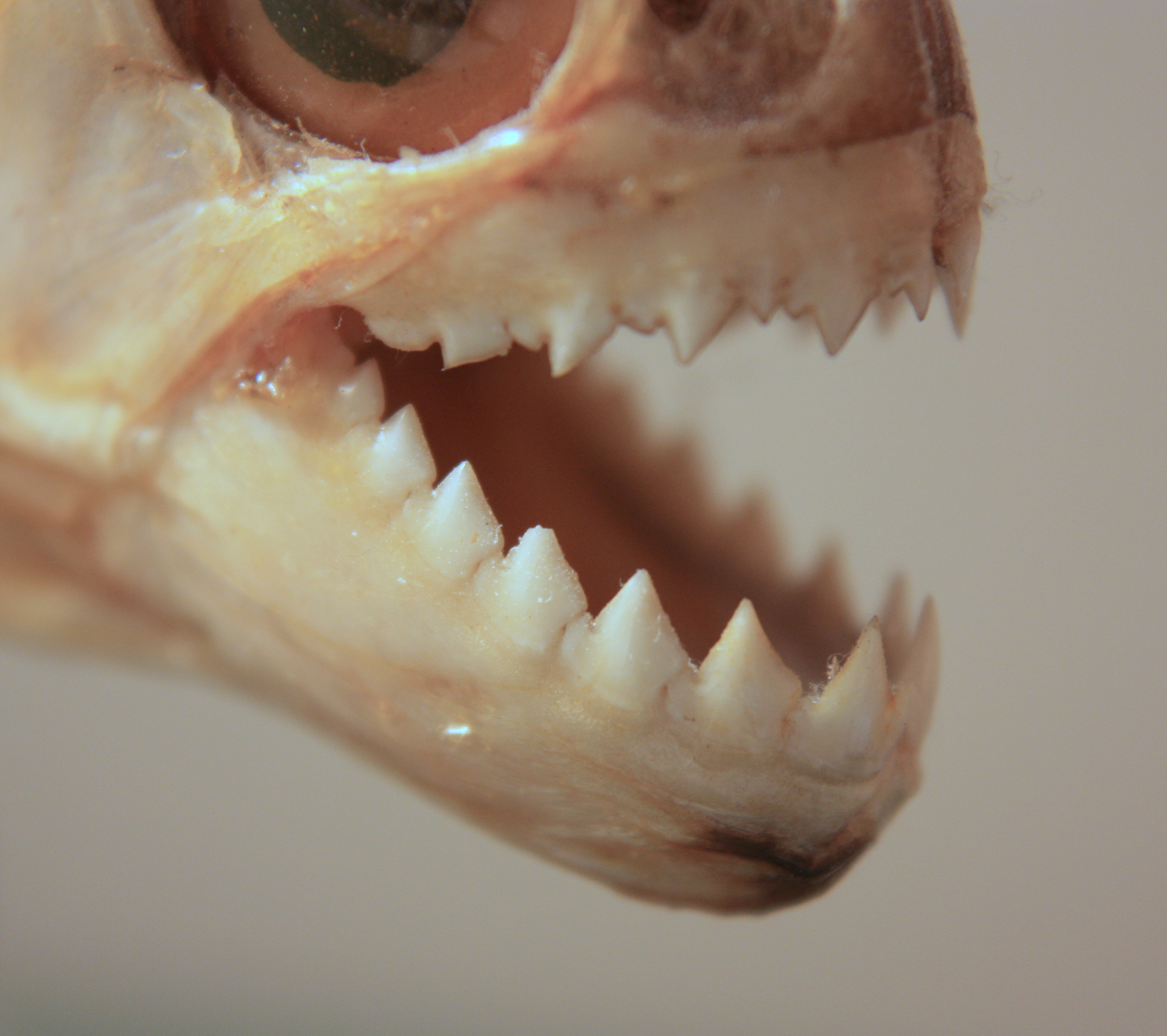
Челюсти пираньи — хищной рыбы, обитающей в реках Южной Америки. В некоторых легендах о Vagina dentata живые пираньи прячутся внутри женской вагины

Легенда о вагине с зубами также встречается у индейцев Гран-Чако и аборигенов Гвианы. В некоторых версиях сюжета герой оставляет один зуб. В бразильском народе Мундуруку женская вагина именуется «устами крокодила», и даже без упоминаний зубов мифы Нового Света, в которых женское лоно сопоставляется с кастрирующими ножницами, очень многочисленны. Антрополог Уильям Стефен обнаружил, что в четырнадцати из двадцати одного племени женские гениталии ассоциируются с травмами и такими опасностями как укус, захлопывающиеся челюсти, острые ножницы или зазубренный зажим-капкан.
У проживающего в Амазонии народа Мехинаку есть история о зубастой вагине. Давным-давно жил один мужчина, который постоянно со всеми ссорился. Как-то поздним вечером он увидел спящую в гамаке красивую женщину и воспылал жаждой овладеть ею. Мужчина не догадывался, что женщина спрятала в малых половых губах много маленьких ракушек, похожих на зубы, и только притворяется, что спит. Мужчина попробовал совокупиться с женщиной, но его пенис был очень большим. Охваченный страстью, мужчина не сдавался и толчками погрузил пенис в вагину до самого основания. В этот момент вагина сжалась и отсекла пенис. Мужчина умер прямо в гамаке.
Наполеон Шаньон приводит в своей книге об индейцах яномама предание о братьях-близнецах Омава и Йоава, бывших первыми мужчинами. Однажды Йоава отправился на рыбалку и увидел, как красивая девушка прядёт в реке хлопок. Это была Рахарайома — дочь речного монстра Рахарарива. Увидев вагину, Йоава возбудился и попытался соблазнить Рахарайому, превращаясь в различных птиц, но девушке они казались отталкивающими. На следующий день изнывающий от похоти Йоава вернулся с братом, и вместе они вытащили девушку на сушу, когда она всплыла, привлечённая красивой птицей, в которую превратился Омава. В жилище братьев Рахарайомой овладел капуцин Ховаши, не подозревавший, что в вагине находились пираньи. Хищные рыбы откусили кончик пениса и впавший в агонию Ховаши убежал прочь. Йоава же вытащил пираний крючком и приступил к заветному совокуплению с девушкой.
Из Гвианы происходят истории, в которых у женщин в вагинах обитают скорпионы. Из опасений мужчины первое время прикрывают свои гениталии калебасами при совокуплениях, прежде чем извлекают из женщин ядовитую живность. Сюжеты с обитающими во влагалищах опасными паразитами распространены и в Амазонии.

### Япония
У айнов существует легенда о демоне, который хотел жениться на молодой девушке, но получал от неё отказы. Разозлённый, демон поселился в её вагине, чтобы его избранница не досталась ни одному мужчине. Во время брачных ночей демон откусил пенисы первым двум женихам, и тогда девушка обратилась за помощью к местному кузнецу. Тот отлил железный пенис, об который демон поломал свои зубы, и после этого покинул тело девушки.
Отлитый железный пенис стал святыней синтоизма в Кавасаки, где каждую весну проводится «Фестиваль железных пенисов» (яп. かなまら祭り), на котором в виде фаллосов продают сувениры и даже леденцы. Юдзё (проститутки в Японии) в этот праздник молятся, прося у священного пениса защиту от заболеваний, передающихся половым путём.
Мотив с зубастой вагиной также встречается на Окинаве.
В Японии существует легенда о Садзаэ-они — существе, превращающемся в красивую женщину, после совокупления с которой мужчины лишаются тестикул.

### Полинезия
У маори — коренных жителей Новой Зеландии — существует миф о полубоге Мауи, который хотел, чтобы люди были бессмертными. Для достижения цели он решил расправиться с богиней смерти Хине-нуи-те-по. Взяв с собой лесных птиц — своих друзей, — Мауи разыскал Хине, которая спала с раздвинутыми ногами, и обнаружил острые обсидиановые зубы вокруг её вагины. Невзирая на опасность, Мауи вознамерился залезть в вагину и вылезти через рот Хине, чтобы она умерла. Предупредив птиц, чтобы они не смеялись до тех пор, пока он не совершит задуманное, Мауи погрузил в вагину руки и голову, но в этот момент, не выдержав, засмеялась серая веерохвостка. Разбуженная Хине стиснула вульву и разорвала Мауи пополам. С того момента все люди смертны, а Хине остаётся у портала в подземный мир, через который проходят все умирающие.

### Индия и Юго-Восточная Азия

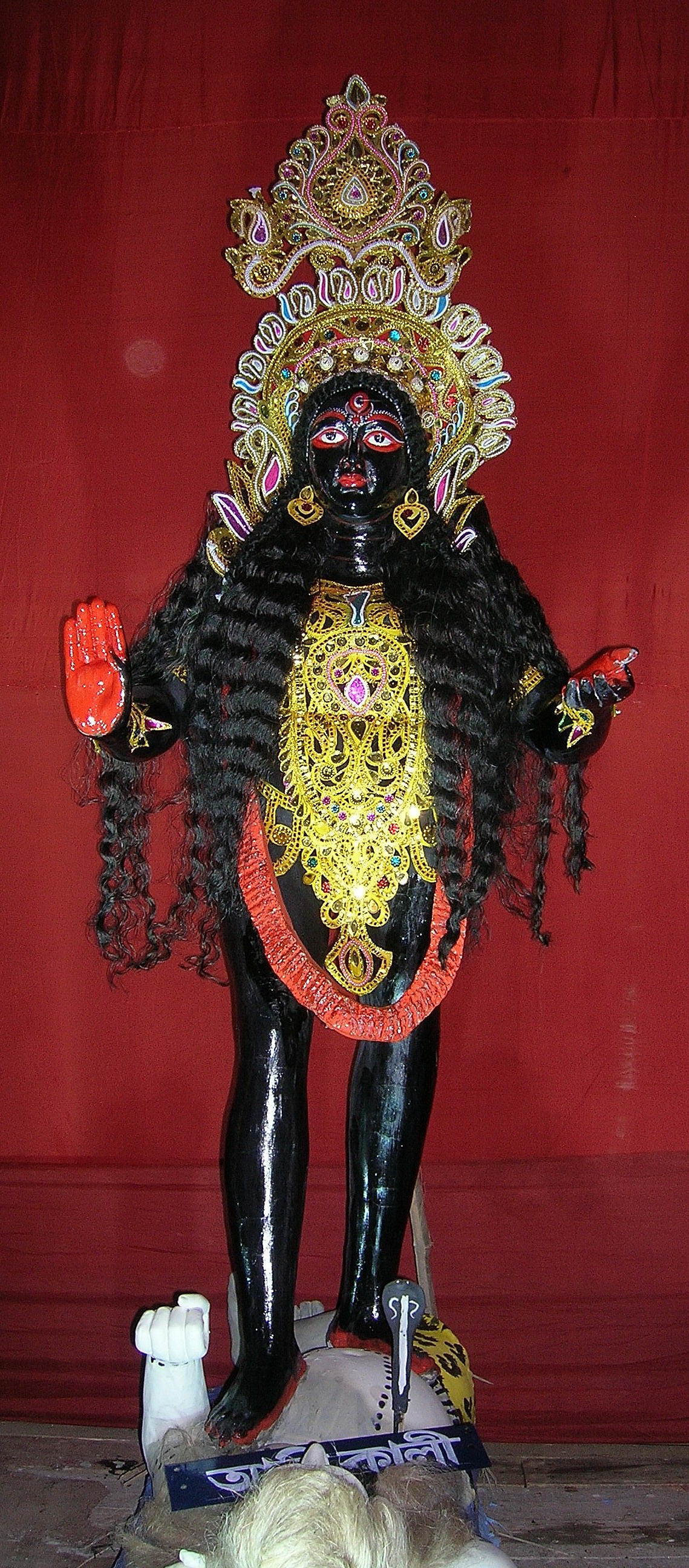
Статуэтка Кали в Калькутте

В Индии помимо большого числа народных сюжетов с непосредственно зубастой вагиной присутствуют мифические сказания, в которых, как пишут авторы книги «Разделение отличий: гендер и миф в Древней Греции и Индии» (Splitting the Difference: Gender and Myth in Ancient Greece and India), вагина отождествляется с женским ртом. Так, в индуистских писаниях «Брахманы» фигурирует демонесса по имени Длинноязыкая (Long-tongue, или Dirghajihva), слизывающая своим длинным языком все жертвоприношения богам. Индра отправляет на борьбу с ненасытным врагом своего внука, которого оборудует фаллосом на каждой конечности, поскольку у демонессы на всех конечностях располагались вагины. Сражающиеся сплетаются и застревают друг в друге, и тогда Индра наносит завершающий удар фаллической молнией. Длинноязыкая — устрашающий образ сексуально изголодавшейся женщины, чей рот — второй половой орган. В связанном мифе для победы над демонессой, у которой вагины располагались на каждом сочленении, Индра принимает схожую форму с многочисленными фаллосами на суставах. По некоторым версиям, вагины обретает сам Индра, так как гениталии обеих демонесс обозначены эвфемизмом, что необычно для подобных мифов, избегающих неточностей. Индра сходится с демонессой орган к органу, и побеждает её духовно — словами, для произнесения которых использует язык в противовес длинному языку демонессы с заведомо неопределёнными мужскими или женскими признаками.
На менее размытом примере тоже видно, что язык в этих мифах в состоянии функционировать сразу как вагина и пенис. Кали — ужасная богиня сражений, часто изображаемая обнажённой и с высунутым изо рта красным языком. В одном из мифов Кали дублируется одновременно демоном в облике женщины с зубастой вагиной (см. ниже) и львом с полным ртом зубов. В последующем сюжете Кали создаёт много собственных двойников для борьбы с демоном, из каждой капли крови которого, как из спермы, рождается новое чудовище. Многочисленные формы Кали подхватывают языками (вагинами) каждую каплю этой «кровавой спермы» прежде, чем капли упадут на землю. Длинный язык Кали — фаллический символ, но за ним расположен рот — антифаллический символ её безмерной вагины. Таким образом, в Кали сочетаются мужская сексуальная агрессия и женская всепожирающая вагина.
Упомянутый выше миф повествует о демоне Ади, внуке Парвати и Шивы, который намеревается отомстить за убитого Шивой отца Андхака. Когда Парвати (чьей разрушительной формой является Кали) отправляется в паломничество, Ади принимает её внешность, а йони (вагину) вооружает зубами, острыми, как молнии. В таком облике Ади предстаёт перед Шивой и пытается соблазнить. Однако бог замечает, что на левом боку Парвати отсутствует знак лотоса, и подозревает недоброе. Вооружив свой пенис мощной молнией, Шива проникает в лоно демона и уничтожает его, после чего соединяется в любви с вернувшейся Парвати.

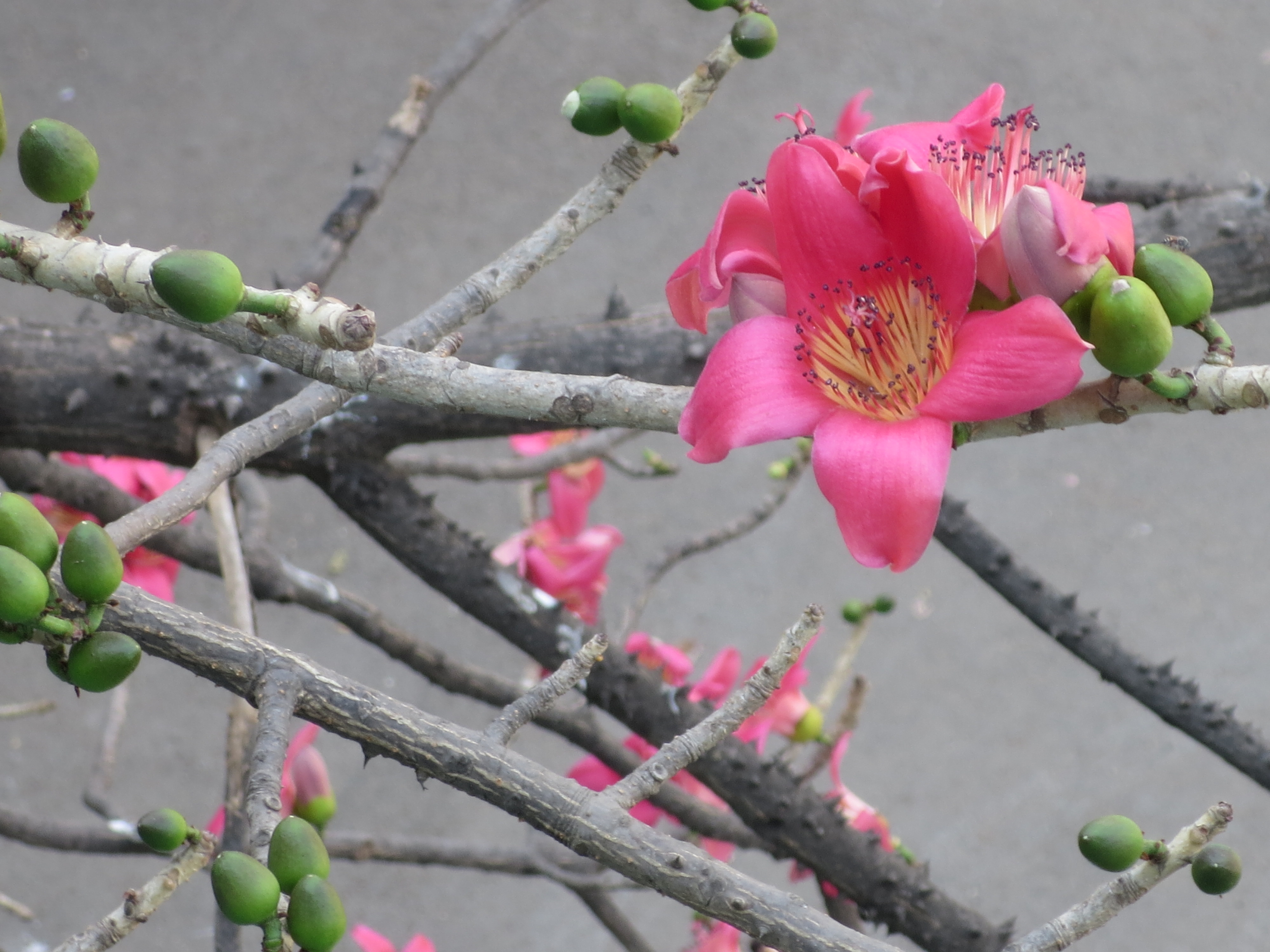
Ветвь и цветок бомбаксового дерева

Британский антрополог Верье Элвин, изучавший индийский фольклор, писал, что сталкивался с мотивами Vagina dentata в каждом племени. Согласно одной легенде в бывшем штате Бонаи, когда-то у всех женщин в вагинах находились зубы, поэтому мужчины сторонились их. Возраставший сексуальный голод в итоге вынудил женщин вырвать вагинальные зубы ветками бомбаксового дерева, на котором эти зубы можно рассмотреть до сих пор. По легенде штата Бастар на бомбаксовое дерево в старые времена были похожи длинные пенисы в стоячем положении. Однако тогда у женщин глубоко в вагинах находились зубы, которые постоянно откусывали кончики пенисов, укорачивая их всё сильнее и сильнее, пока мужчины, наконец, не выдернули зубы из вагин всех женщин.
В истории народа Байга из округа Мандла описывается привлекательная девушка, не подозревавшая о трёх зубах, которые находятся в её вагине. При совокуплениях эти зубы разрезали на три куска пенисы каждого из её многочисленных любовников. Несмотря на такую печальную репутацию, владелец района с деревней, где проживала девушка, собрался на ней жениться и для начала приказал, чтобы с ней занялись сексом его четыре слуги. Первый из них не избежал печальной участи и лишился пениса, но три оставшиеся объединили свои усилия: один закрывал девушке лицо тканью, другой удерживал её, а третий — Агария — заталкивал в её вагину кусок кремня, чтобы вырвать зуб. Два оставшиеся зуба были вырваны при помощи щипцов. Девушка сильно плакала от боли, но её утешил вошедший владелец земель, который тут же заявил о желании вступить в брак.
Почти из того же региона происходит следующая история. Двенадцать братьев домогаются жены Агарии, половой орган которого сгорел в кипящем масле, опущенный туда по их же совету для избавления от насекомых-паразитов. Жена соглашается на половой акт со всеми братьями, но пенис каждого кусает змея, появляющаяся изо рта женщины. Самый младший из братьев замечает змею при попытке заглянуть в вагину и убивает рептилию, а на ужаленных пенисах его братьев вырастают дополнительные маленькие половые органы. Чтобы избавиться от них, братья по совету женщины отправляются к её сестре, в чьей вагине располагались два зуба, смыкавшиеся подобно ножницам. Каждому из зашедших к ней по очереди братьев девушка откусывает пенис своей зубастой вагиной, однако потом приходит младший и вырывает её вагинальные зубы палкой. Порошком из этих зубов он посыпает пенисы братьев, и пенисы отрастают вновь. Братья убивают девушку и варят из неё суп, но погибают от аромата её плоти.
В другом сюжете семеро братьев отправляются к заморской красавице, но её сестра ставит условие, по которому тому, кто сможет провести с ней ночь, достанутся обе. В вагине сестры располагались зубы, а вход в её лоно скрывали длинные лобковые волосы. Братья один за другим пытаются совокупиться с ней, но не могут прорвать своими пенисами переплетение волос. Всех их девушка лишает мужской силы и отправляет в отдельную комнату, где содержит в женоподобном облике, с пирсингом в носу. Лишь последний и младший из братьев, заранее узнав об испытании от лиса по дороге, использует творог, чтобы размягчить лобковые волосы, и железный прут, чтобы выдернуть вагинальные зубы. Устранив эти преграды, он наслаждается соитием. Убив затем жившего в том же доме ракшаса, младший брат принуждает красивую хозяйку излечить его братьев и забирает её с собой домой.
В ещё одной истории фигурирует дочь ракшаса и человеческой женщины, построившая Дантинпур («зубной город») и объявившая, что станет женой того, кто сможет с ней переспать. К девушке приезжают многочисленные принцы, но в моменты соитий она каждому отрезает пенис двумя зубами в своей вагине, и отправляет принцев обратно домой. В итоге в Дантипур приезжает юноша Асур, заранее узнавший об опасности от своего пострадавшего друга. Асур надевает на свой пенис железный чехол, выламывает с его помощью из вагины оба зуба и женится на девушке, заставив её вернуть его другу откушенный пенис. Из вырванных вагинальных зубов вырастают растения, не пересыхающие круглый год.
В другой истории главный герой покушается на привлекательную дочь своего гостя. В вагине девушки оказываются зубы, которыми она откусывает пенис буйного хозяина, но появляется жена насильника и требует вернуть откушенный орган её мужу. Девушка соглашается и позже мужчина извлекает из её вагины зубы проверенным способом при помощи верёвки, другой конец которой, очевидно, привязал к ручке двери.
В ещё одном сюжете из Чхаттисгарха в вагину заползает змея, пока молодая женщина заглядывает в печь. Позже женщину пытается изнасиловать юноша, и змея откусывает в вагине его пенис. Следом приходят три брата пострадавшего, им всем змея тоже откусывает пенисы. Тогда самый молодой из братьев вынимает змею палкой и магическим образом пенисы его братьев восстанавливаются, когда пострадавшая женщина по очереди пинает насильников.
Индийский психоаналитик Судхир Какар подмечает, что многие индусы верят, будто вагина — это полость, наполненная ядом, убивающим во время полового акта, либо сжимающиеся челюсти с клыками.
Схожие верования можно найти в Бирме. В священной «Книге дисциплины» Будда предупреждает мужчин, что лучше погружать пенис в пасть ядовитой змеи, древесную щель и огонь, чем в женщину.

### Индонезия
С индонезийского острова Солор происходит легенда о деревне, населённой одними женщинами. Они рожали мальчиков, поворачиваясь на восток, и девочек, поворачиваясь на запад, и мальчиков всегда съедали. Один мужчина, нашедший деревню по следам своей собаки, встречается с женщиной, в вагине которой располагались зубы, уже убившие его предшественника. При помощи оселка мужчина стачивает острия в вагине женщины и уводит её домой. Позже за ним приходит мать женщины и, недовольная тем, что не получила за дочь выкуп, съедает мужчину.

### Россия и Арктика

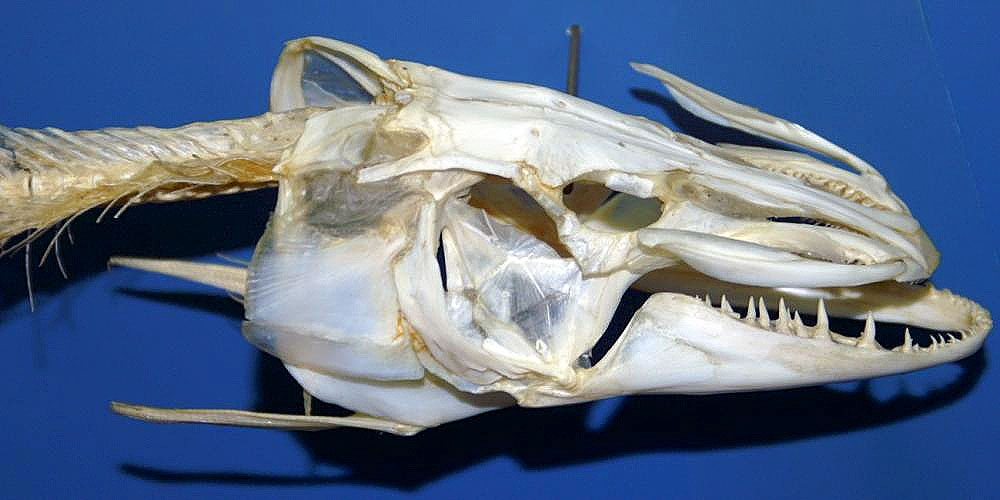
Щучий череп с зубами

Берёзкин и Дувакин приводят марийскую историю, в которой невинный юноша упрашивает молодую женщину переспать с ним. Поначалу притворившись, что не понимает его, женщина назначает ему встречу в тёмное время суток по разные стороны изгороди. Когда юноша пытается проникнуть в её лоно сквозь забор, женщина зажимает его пенис челюстями щучьей головы, которую приложила к своим гениталиям, чем вызывает у юноши болевой шок. В дальнейшем женившись, парень долгое время опасается своей жены, пока не убеждается при проверке, что в её гениталиях нет опасных зубов.
Вставляемая в вагину щучья голова задействована также в историях юкагиров, проживающих на берегу Колымы на северо-востоке Сибири. В этой истории мужчина гостит у одноглазой женщины, желающей выйти за него замуж. Обнаружив острые челюсти на месте вагины, мужчина убаюкивает невесту, пытается срезать жуткие зубы ножом и обнаруживает обычные гениталии под щучьей головой. После этого мужчина забирает женщину к себе домой, где делает её рабыней. В Северной Америке эта история известна на всём тихоокеанском побережье до Калифорнии, а также среди Арапахо. У чукчей немного другая версия этого сюжета, в котором мужчина выбивает вагинальные зубы двумя камнями, а потом совокупляется с женщиной. Эта деталь повторяется и в версии айнов.
Похожая история исходит из северной России. На привлекательной девушке женится неприятный ей неряшливый юноша. Чтобы оградить себя от половых контактов с ним, девушка вставляет себе в вагину высушенную щучью голову. Во время брачной ночи в пенис мужа вонзаются щучьи зубы, и жена называет его дураком, не знающим, что у молодых девушек в вагинах обычно растут зубы. Напуганный, муж верит и спустя длительное время рассказывает о своей неудаче матери. На собственном примере та пытается доказать, что у женщин в вагинах не бывает зубов, но мужчина объясняет это её солидным возрастом. Как указывает автор статьи о фольклоре северных народов в журнале American Anthropologist, эта и многие другие истории северной России могут быть финского происхождения.

### Европа

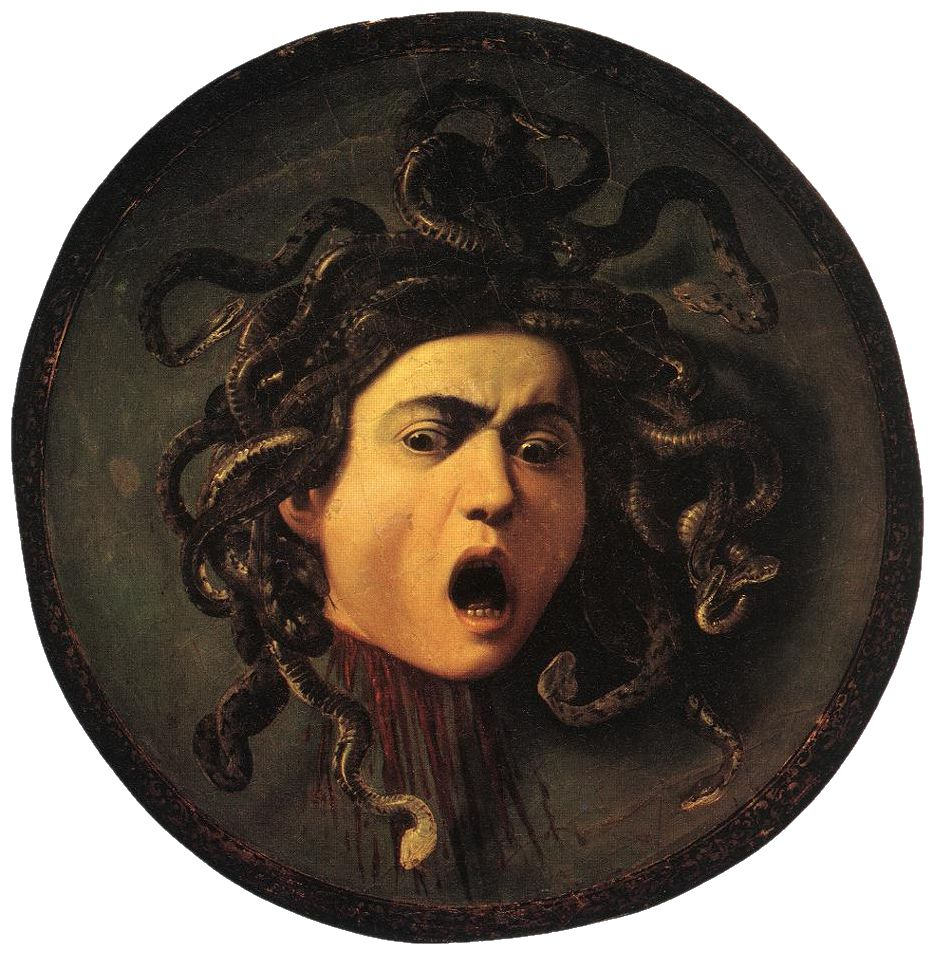
Отрубленная голова Медузы на картине Караваджо, 1598—1599 гг.

В греческой мифологии присутствует Баубо — женщина, чьи вагина и рот являются одним целым и исполняют смешанные функции немого «генитального рта». Историк Морис Олендер считает, что этот образ связан с индуистской Длинноязыкой демонессой, чей ненасытный рот также отождествляется с вагиной.
Зигмунд Фрейд находит признаки смертельной вагины у мифической Медузы Горгоны: у этого чудовища есть пасть с ядовитыми зубами и розовыми губами, окружённые густыми волосами-змеями. В свою очередь, пасти фаллических змей тоже подобны зубастой вагине, и в совокупности всё это создаёт образ сексуально-свирепой хищной женщины. В обращении в камень под взглядом Медузы Фрейд видит метафорическое описание эрекции.

### Передняя Азия
У арабов юго-восточного побережья Ирана и с остров Ормузского пролива существует легенда о Менмендас — существе в виде молодой привлекательной женщины, внутренние бёдра которой покрыты пилообразными зазубринами. Менмендас бродит среди гор и не расстаётся со шкатулкой, наполненной драгоценностями. Женщина легко соблазняет мужчин, влюбляющихся в неё без памяти, и заводит их в заброшенные жилища, где ложится в вызывающую позу, раздвигая ноги и кладя шкатулку себе под голову. Если мужчина понимает, с кем столкнулся, он может отвлечь Менмендас, бросив ей песок в глаза, и похитить шкатулку. Тех же, кто не может сопротивляться вожделению, Менмендас сжимает бёдрами и распиливает пополам при попытке совокупления.

### Африка
На Африканском континенте историй о Vagina dentata не так много. В одном эпизоде эпоса «Сундьята» в Западной Африке говорится о женщине, чьи лобковые волосы становились иглами дикобраза. Из Камеруна происходит история, в которой незамужняя женщина хочет выйти замуж за холостяка, живущего с собаками. Мужчина отказывает незнакомке, но она оказывается людоедкой. Спасаясь от неё, мужчина залезает на дерево, а женщина пытается перерубить ствол своими гениталиями. Наблюдающая за происходящим волшебная жаба дважды восстанавливает ствол, пока на помощь не прибегают собаки, отрывающие людоедке гениталии и загрызающие её насмерть. Спасённый человек возвращается в деревню, в которой все незамужние женщины становятся мужчинами, и велит жителям не есть жаб. Зубастая вагина упоминается в некоторых шутливых песнях, которые исполняются во время обрядов в Зимбабве.
Разновидность мифа о зубастых женских гениталиях распространена у народа Нанди в Кении. По их представлениям женский клитор является зубом, который обязательно требуется удалять. Схожие убеждения наблюдаются у догонов в Мали.

## Взгляды на мифы
«Хотя зубы чудовищ появляются главным образом во рту — органе, созданном, чтобы кормить желания телесные, пищевые и эротические — в плоти чудовищ зубы произрастают где угодно, даже в губах другого органа, предназначенного для стимуляции и насыщения желаний: гениталиях женского тела. Возможно, vagina dentata — „вагина с зубами“ — явственнее прочих зубастых чудищ воплощает чудовищную сексуальность. Она соблазнительная, притягивающая, коварная и преображающаяся. Она кусает, концентрируясь в женском половом органе и нацеливаясь на мужской половой орган, перевоплощает секс, который из амальгамы наслаждения оборачивается посредником насилия, дарящее блаженство пассивное тело превращается в активное и карающее, и такие изменения ужасают.»
Оригинальный текст (англ.)Although monstrous teeth generally appear in the mouth — itself an organ build to feed corporeal desires, nutritive and erotic — teeth sproud elsewhere in monstrous flesh, even in that other lipped organ equipped to stimulate and sate desire: the genitals of the female body. Perhaps more than any other toothed monster, the vagina dentata — "vagina with teeth" — is monstrous sexuality incarnate. It is seductive, engulfing, treacherous, and transforming. Its bite, rooted in the female sexual organ and aimed at the male sexual organ, transforms sex, which is amalgam of pleasure becomes the agent of violence, the passif plesurable body becomes the active punishing body, and that slippage of meaning is horrifying.
— Sarah Alison Miller, раздел «Чудовищная Сексуальность: Вариации Vagina Dentata» в книге The Ashgate Research Companion to Monsters and the Monstrous
В историях о зубастой вагине часто содержится посыл для мужчин воздерживаться от половых сношений с незнакомыми женщинами и насилия над ними. Женские символы в историях, как пишет теолог Джилл Рэйтт, выставляют в пугающем свете феминность в сравнении с убийственной отрицательной маскулинностью, будь то введённый в вагину колючий пенис, вагинальные зубы или змея. Мотив мужской победы над могущественным женским существом нередок. Эрих Нойманн излагает один такой миф, в котором «рыба обитает в вагине Ужасной Матери; герой — мужчина, борющийся с Ужасной Матерью, [он] выбивает зубы из её вагины, и после этого может ей овладеть».
Леви-Стросс так характеризует группу мотивов победить зубастое влагалище:

Однако женщина с зубастым влагалищем в той же мере представляет собой анатомический эквивалент симплегад, в какой длинный пенис является анатомическим эквивалентом верёвки, связывающей небо и землю, если учесть, что она сама способна превращаться в качели.
Согласно Леви-Строссу, эта теория отверстий опирается на приёмы комбинаторики. Как индейцы юрок, так и древние римляне верили, что при родах женщина не должна открывать рот, чтобы ребёнку легче было пройти через влагалище. Если же женщине делают кесарево сечение, она должна держать рот и вульву открытыми.
Теолог Маргарет Р. Майлс проводит связь историй о зубастой вагине с тем, что в XV веке в Румынии ад представляли как чудовищную гниющую матку. Объяснение состоит в том, что во время менструаций, полового сношения и беременности женские тела теряют свои индивидуальность и очертания, а вагина — знаменатель трёх обозначенных процессов и является основой и результатом всех этих изменений. По мнению Майлс, гротескные истории о зубастой вагине переполнены гендерными элементами: массивные мужские гениталии обозначают гордость, самоутверждение и агрессию; массивные же женские — опасные склонности женщин бросать вызов мужским самоконтролю, независимости и силе.
Элвин утверждает, что мотив историй о зубастой вагине в южной Азии сводится к примитивному страху перед кастрацией и связанному с ним страху перед импотенцией. Авторы статьи о сексуальных легендах Вьетнамской войны 1960-х гг приводят слова Фрейда о том, что настоящий мужчина должен испытывать боязнь кастрации. Когда такой страх проявляет себя, вагина начинает восприниматься как нож, способный кастрировать.

## Реальные случаи
Возможны ситуации, при которых внутри влагалища вырастают дермоидные кисты, образующиеся из наружного слоя кожных клеток. Эти клетки могут образовывать ткани различного типа, а кисты могут расти в любых внутренних местах, где откладывается омертвевшая кожа. В тех случаях, когда такие кисты появляются в вагине, они обычно покрыты сверху нормальным вагинальным слоем, однако один исключительный образец выставлен на обозрение в медицинской школе Лондона.

## Искусственные аналоги
В рассказах индейцев Хопи из Аризоны и Зуни из Нью-Мексико излагается ночной ритуал, когда под галлюциногенным влиянием дурмановых растений вида Datura meteloides его колючие плоды кажутся зубастыми вагинами сексуально ненасытных женщин. При помощи деревянных фаллоимитаторов из «зубастых вагин» выдалбливались все шипы, после чего массовое сношение длилось всю ночь напролёт, пока все «девушки» не погибали и мужчины не возвращались домой. Правда, в более поздних вариантах сюжета (с 1970-х гг) фигурирует не дурман, а ядовитая женщина-паук, наводящая аналогичное безумие на мужчин.

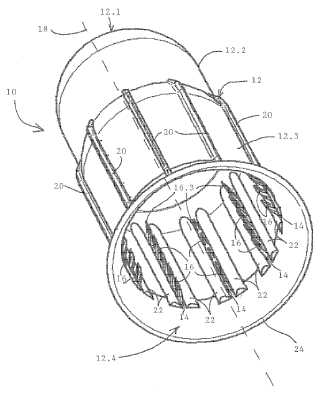
Схема презерватива от изнасилования

Некоторые американские солдаты, прошедшие Вьетнамскую войну, рассказывали о вьетконговских проститутках, которые прятали в своих вагинах песок, осколки стекла, бритвенные лезвия и даже гранаты. Среди ветеранов такие истории мелькали относительно часто, хотя достоверность последних нередко под вопросом. О влиянии на войну проституток гласит ещё одна легенда, согласно которой солдат, заразившихся лимфогранулёмами при сексе с проститутками, оставляли на специальном острове, чтобы они не принесли это заболевание в США.
В 2005 году жительница ЮАР Сонет Элерс представила общественности «Rape-aXe» — латексный презерватив с острыми зубцами, который вставляется во влагалище женщины. При попытке изнасилования зубцы презерватива вонзаются в пенис маньяка, вызывая шоковую дезориентацию. Снять же девайс можно только при врачебной помощи. Элерс утверждает, что идея о «Rape-aXe» пришла к ней после встречи с жертвой изнасилования, которая произнесла: «Если бы только у меня там были зубы!» Девайс, изобретённый Элерс, вызвал ряд критических замечаний. В кейптаунской организации по борьбе с изнасилованиями заявлялось, что «Rape-aXe», концептуально близкий к средневековому поясу целомудрия, не решит проблему, за которую должно нести ответственность всё общество. Вскоре после анонса «Rape-aXe» должен был поступить в массовое производство, однако с тех пор ни о каких продвижениях по этому вопросу не сообщалось.

## В современной культуре

### В фильмах

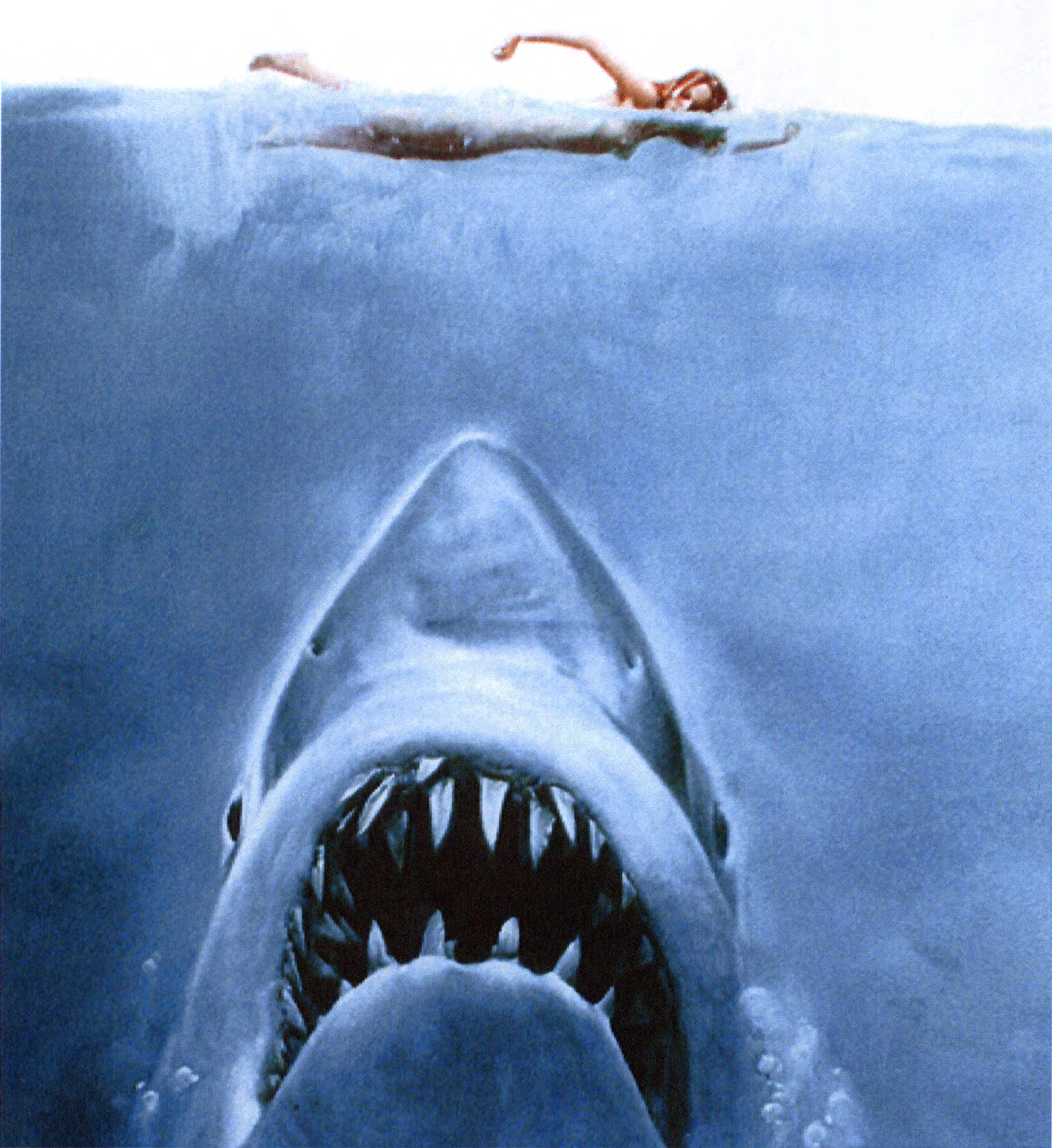
Обложка к книге «Челюсти», ставшая основой постера одноимённой экранизации. Элемент страха перед кастрацией воплощает зубастая пасть огромной акулы, подплывающей к женщине на поверхности

Представления о Vagina dentata оказали влияние на иконографию фильмов ужасов, которые играют со страхом перед кастрацией. Образы, близкие к убийственной вагине, прослеживаются в таких фильмах как «Челюсти» (акулья пасть, фокусировка на откушенных конечностях после единственной жертвы женского пола), «Чужой» и «Чужие» (пасти взрослых ксеноморфов и нижние части тел лицехватов), «Сияние» (коридор, заполняемый кровавыми волнами), «Полтергейст» (спальня превращается в гигантскую засасывающую дыру) и «Терминатор» (гигантские стены, раздавливающие жертв). Непосредственно с убивающей вагиной связаны сюжеты или сюжетные элементы следующих фильмов:
- «Вагина-убийца»[нем.] (Sexual Parasite: Killer Pussy) — фильм 2004 года режиссёра Такао Накано[англ.]. По сюжету, в вагину молодой девушки вселяется агрессивный зубастый паразит, обнаруженный в африканских джунглях[46][47].
- На основе мифа о влагалище с зубами в 2007 году был снят фильм «Зубы».[28] В этом фильме такую природную мутацию обнаруживает у себя прилежная и целомудренная школьница, когда во время секса нечаянно кастрирует и убивает своего бойфренда. Фильм демонстрирует преображение главной героини, которая поначалу пассивно защищает женскую непорочность, а позднее становится мстительницей с кастрирующими гениталиями[48].
- Похожая сцена с кастрацией происходит в фильме «Пираньи 3DD». Пиранья случайно проникает во влагалище девушки, когда они с бойфрендом купаются голышом. Через некоторое время девушка чувствует недомогание и, будучи девственницей, говорит парню, что умирает и хочет, чтобы он овладел ею. Парень с радостью соглашается, но пиранья, видимо, почуяв добычу, выбирается и откусывает ему пенис. В результате парень умирает, а девушка остаётся жива.
- В фильме «Токийская полиция крови» появляется женщина с зубастой пастью на месте ног и гениталий.
- В первом сезоне сериала «Королевы крика» главная героиня Шанель Оберлин распускает слухи, что у её подруги влагалище с зубами. Позже подруга Шанель говорит, что это правда[источник не указан 3110 дней].

### В современной художественной литературе
Также упоминание влагалища с зубами (в том или ином виде) можно встретить у Уильяма Берроуза в романе «Голый завтрак», у Сергея Лукьяненко в его романе «Геном», в постмодернистском романе «Теллурия» Владимира Сорокина, в культовом романе «Лавина» фантаста Нила Стивенсона, у персонажей «кастратки» из цикла юмористически-приключенческих романов Андрея Белянина «Меч без имени», в книге Ника Перумова «Череп на рукаве», в романе «Священная книга оборотня» Пелевина, а также в романе «Крещение Огнём» Анджея Сапковского.

### В современной музыке
В 1997 году вышел альбом Fredrik Thordendal’s Special Defects (сайд проект Math Metal группы Meshuggah) Sol Niger Within, одна из песен оригинального релиза которого называется Cosmic Vagina Dentata Organ.
В 2016 году увидел свет альбом немецкой industrial/ebm группы Grausame Töchter под названием Vagina dentata, одна из песен которого так и называется.
В фильме режиссёра Алана Паркера (1982) по мотивам одноимённого легендарного альбома группы Pink Floyd «Стена» (The Wall) присутствует мультипликационный образ супруги главного героя, трансформирующийся в чудовище, имеющее вместо головы вульву с зубами.